# Cabo Ducorps

O cabo Ducorps é um cabo que marca a extremidade norte da península Cockerell na costa norte da Península Trinity, na Antártida. Descoberto por uma expedição francesa em 1837–40, sob o comando de Capitão Jules Dumont d'Urville, recebeu o nome de Louis Ducorps, um membro da expedição.
 Este artigo incorpora material em domínio público  de United States Geological Survey   , documento "Cabo Ducorps" (conteúdo do Geographic Names Information System).